# Отрадное (Шевченковский район)
Отрадное (укр. Одрадне; с 1799 до сер. ХІХ ст. — Ковалёвка, с сер. ХІХ ст. до нач. ХХ ст. — Малый Бурлук) — село, 
Гетмановский сельский совет,
Шевченковский район,
Харьковская область.
Код КОАТУУ — 6325784505. Население по переписи 2001 года составляет 91 (36/55 м/ж) человек.

## Географическое положение
Село Отрадное находится на правом берегу реки Великий Бурлук,
выше по течению на расстоянии в 4 км расположено село Горожановка,
ниже по течению на расстоянии в 1,5 км расположено село Олейниково,
на противоположном берегу — село Гетмановка.

## История
- XVIII-XIX вв — дата основания как село Ковалевка.
- средина XIX в. — переименовано в село Малый Бурлук.
- начало XX в. — переименовано в село Отрадное.